# Глум
Глум (на гръцки: Πλακόστρωτο, Плакострото, катаревуса Πλακόστρωτον, Плакостротон, до 1927 година, Γκλουμ, Глум) е обезлюдено село в Република Гърция, разположено на територията дем Драма, област Източна Македония и Тракия.

## География
Глум се намира на 850 m надморска височина в югозападните склонове на Родопите и попада в историко-географската област Чеч. Съседните му села са Колюш, Либан, Ловчища, Осеница, Бърхово, Орхово и Граждел. Селото се намира при мястото, където се събират двата основни притока на река Милос, като селото е между тях. Най-високият връх в околността на селото е връх Глум с кота 917 метра.

## История

### В Османската империя
В съкратен регистър на тимари, зиамети и хасове в ливата Паша от 1519 година село Глум, спадащо към Испанеполе е вписано както следва - немюсюлмани: 4 домакинства, неженени - 6. В подробен регистър на санджака Паша от 1569-70 година е отразено данъкоплатното население на Голума както следва: мюсюлмани - 11 семейства и 5 неженени мюсюлмани. В подробен регистър за събирането на данъка авариз от казата Неврокоп за 1723 година от село Гулум са зачислени 11 мюсюлмански домакинства.
В XIX век Глум е мюсюлманско село в Неврокопска каза на Османската империя. В „Етнография на вилаетите Адрианопол, Монастир и Салоника“, издадена в Константинопол в 1878 година и отразяваща статистиката на населението от 1873 година, Глум (Gloum) е посочено като село с 40 домакинства и 115 жители помаци. Според Стефан Веркович към края на XIX век Глум има помашко мъжко население 142 души, което живее в 40 къщи.
Съгласно статистиката на Васил Кънчов („Македония. Етнография и статистика“) към 1900 година в Глум (Глумъ) живеят 225 българи мохамедани в 50 къщи. Освен това Кънчов посочва, че Глум спада към Колюшката община.

### В Гърция
През Балканската война в 1912 година в селото влизат български части. По данни на Българската православна църква, към края на 1912 и началото на 1913 година в Глум (Глумъ) живеят 60 семейства или общо 272 души.
След Междусъюзническата война в 1913 година Глум попада в Гърция. Според гръцката статистика, през 1913 година в Глум (Γκλουμ) живеят 244 души.
През 1923 година жителите на Глум са изселени в Турция и на тяхно място са заселени гърци бежанци. През 1927 година името на селото е сменено от Глум (Γκλουμ) на Плакостротон (Πλακόστρωτον), което в превод означава „павиран“. През 1928 година в Глум живеят 16 гръцки семейства с 36 души - бежанци от Турция. Според други данни в 1928 година селото има 29 жители. В 1940 година жителите му са 64.
Селото е отново обезлюдено в периода 1940-1949 година по време на Втората световна война.
| Година    | 1913 | 1920 | 1928 | 1940 | 1951 | 1961 | 1971 | 1981 | 1991 | 2001 | 2011 | 2021 |
| --------- | ---- | ---- | ---- | ---- | ---- | ---- | ---- | ---- | ---- | ---- | ---- | ---- |
| Население | 244  | 179  | 29   | 64   |      |      |      |      |      |      |      |      |